# 高橋英夫 (政治家)
髙橋 英夫（たかはし ひでお、1965年（昭和40年）1月25日 - ）は、日本の政治家。藍住町長。徳島県出身。

## 経歴
- 1987年（昭和62年） - 近畿大学農学部農芸化学科卒業[1]
- 1988年（昭和63年） - 藍住町役場入庁[1]
- 2002年（平成14年） - (財)とくしま地域政策研究所へ2年間出向[1]
- 2016年（平成28年） - 四国大学大学院経営情報学研究科経営情報学専攻修了[1]
- 2017年（平成29年） - 藍住町役場退職[1]
- 2017年（平成29年） - 藍住町長就任[1]
- 2021年（令和3年） - 藍住町長2期目就任[2]